# František Helvín
Podplukovník František Helvín (do roku 1937 František Helwin, 15. srpna 1890 Hrušov – 8. září 1943 Berlin) byl legionář, důstojník československé armády a odbojář z období druhé světové války.

## Život

### Mládí a první světová válka
František Helwin se narodil v roce 1890 v dnešní ostravské části Hrušově. V letech 1901 a 1903 absolvoval v Místku jednu třídu gymnázia, o rok později navštěvoval měšťanskou školu ve Skočově, ale s nedostatečným prospěchem. Vzdělání si musel doplňovat až ve dvacátých letech. Prezenční vojenskou službu absolvoval mezi lety 1909 a 1912, od roku 1913 působil jako četník v Brně. Po zahájení první světové války byl povolán do polního četnictva a odvelen na ruskou frontu, kde byl již 1. listopadu zajat. Do československého vojska se přihlásil v roce 1917, sloužil jako velitel družstva, po absolvování důstojnické školy v roce 1919 pak jako velitel čety a nakonec roty.

### Mezi světovými válkami
Do Československa se František Helwin vrátil 1. srpna 1920 v hodnosti nadporučíka a začal sloužit u střeleckého pluku v Písku. Mezi lety 1920 a 1921 byl i s jednotkou nasazen u Lovinobani, po návratu sloužil jako velitel roty opět v Písku a v Prachaticích. Byl postupně povyšován a v roce 1930 převelen do Místku jako velitel kulometné roty. V roce 1935 byl převelen do Chebu, kde sloužil jako zástupce velitele praporu a nakrátko jako jeho zatímní velitel ve Falknově. Dosáhl hodnosti majora. 1. prosince 1936 byl jmenován velitelem praporu Stráže obrany státu ve Falknově a současně vojensko-technickým referentem u hlavního okresního politického úřadu tamtéž. Díky dobré znalosti němčiny měl pro tento post v tomto kraji dobré předpoklady. V roce 1937 si počeštil příjmení na Helvín. V září 1938 probíhali v rozsáhlém obvodu majora Helvína těžké boje se sudetskými povstalci, při kterých přišlo třináct jeho podřízených o život, další byli raněni. Po obsazení pohraničí Německem přesídlil do Rakovníka.

### Druhá světová válka
Po rozpuštění armády pracoval František Helvín na rakovnickém okresním úřadu. Zapojil se do Obrany národa, jeho úkolem bylo v případě povstání zajistit Rakovník. Mj. spolupracoval s mjr. Josefem Šulcem. Zatčen Gestapem byl 21. března 1940, vězněn byl do roku 1942 v Kladně, poté v Golnově u Štětína. 27. ledna 1943 byl odsouzen za velezradu k trestu smrti. Popraven byl 8. září téhož roku během tzv. krvavých nocí v berlínské věznici Plötzensee. Ve stejný den byl odsouzen a popraven i Josef Šulc. Dekretem prezidenta republiky byl 25. října 1946 povýšen in memoriam do hodnosti podplukovníka.

## Rodina
František Helwin se 7. června 1921 oženil s Terezií Hrdličkovou, v roce 1923 se mu narodila dcera Zdenka a v roce 1929 dcera Helena. Dívky přišly během druhé světové války o oba rodiče, protože jejich matka zemřela v květnu 1943 po operaci slepého střeva.